# Falls View (Virginia Occidental)
Falls View es un lugar designado por el censo ubicado en el condado de Fayette, en el estado estadounidense de Virginia Occidental. En el Censo de 2010 tenía una población de 238 habitantes y una densidad de 226,89 personas por km².

## Geografía
Falls View se encuentra ubicado en las coordenadas 38°7′51″N 81°15′17″O / 38.13083, -81.25472. Según la Oficina del Censo de los Estados Unidos, Falls View tiene una superficie total de 1.05 km², de la cual 0.85 km² corresponden a tierra firme y (18.52%) 0.19 km² es agua.

## Demografía
Según el censo de 2010, había 238 personas residiendo en Falls View. La densidad de población era de 226,89 hab./km². De los 238 habitantes, Falls View estaba compuesto por el 98.32% blancos, el 0.42% eran asiáticos y el 1.26% pertenecían a dos o más razas. Del total de la población el 0.84% eran hispanos o latinos de cualquier raza.